# Betina Mantey-Berg
Betina Mantey-Berg (geb. Betina Sejer Berg; * 11. Oktober 1977) ist eine dänische Judoka.

## Biografie
Mantey-Berg ist Trägerin des 2. Dan. In ihrer Gewichtsklasse bis 63 Kilogramm und der offenen Gewichtsklasse wurde sie im Lauf ihrer Karriere 11 Mal dänische Meisterin. 2005 gewann sie den Titel der Nordischen Meisterin.
Betina Mantey-Berg kämpfte in der 1. Bundesliga Damen, Deutschland von 1998 bis 2000 für den Judoklub SC Tenri, Bad Segeberg und anschließend von 2001 bis 2004 für den Judoklub TS Einfeld.
Betina Mantey-Berg hat die dänischen Farben bei den Weltmeisterschaften in München 2001, Osaka (Japan) 2003, und der EM in Düsseldorf 2003, vertreten.
Nach der Geburt ihrer ersten Tochter im November 2006 kämpfte sie 2007 und 2008 in der 2. Bundesliga Damen für Budokan Lübeck. Im Juli 2009 kam ihre zweite Tochter zur Welt.
Als Kuriosum, und einmalig in der dänischen Judogeschichte, ist zu bemerken, dass die drei Schwestern in den Jahren 2002 und 2003, in ihrer jeweiligen Gewichtsklasse, gleichzeitig die dänische Meisterschaft gewonnen haben.
Betina Mantey-Berg ist Mitglied des „Judoklubben Mitani“ in Kopenhagen.
Auch ihre Schwestern Kristina und Rikke Berg sind Judoka.

## Größte Erfolge (Auswahl)
- 1995 – Scandinavian Open 2.Pl.,
- 1996 – Nordische Meisterschaft 2.Pl.,
- 1997 – Nordische Meisterschaft 2.Pl., Finish Open 2.Pl., Swedish Open 3.Pl.,
- 1998 – Venray Tournament 3.Pl., Irish Open 1.Pl., London Open 2.Pl., Scandinavian Open 2.Pl.
- 1999 – Holstein Open 1.Pl., Swedish Open 2.Pl.
- 2000 – Estonian Open 1.Pl., Belgian Open 1.Pl., Venray Tournament 2.Pl., Scotish Open 2.Pl.
- 2001 – Holstein Open 1.Pl., Venray Tournament 1.Pl., Matsumae Cup Int. 2.Pl., Weltmeisterschaft München
- 2002 – World Cup Minsk 3.Pl., Finish Open 3.Pl., Swedish Open 3.Pl., World Cup Ungarn 7. Pl.
- 2003 – Nordische Meisterschaft 3.Pl., Europameisterschaft Düsseldorf, Weltmeisterschaft Osaka
- 2004 – Nordische Meisterschaft 3.Pl.
- 2005 – Nordische Meisterschaft 1.Pl., World Cup Weißrussland 7.Pl.
- 2007 – Nordische Meisterschaft 2.Pl.,
- 2008 – dänische Meisterschaft  2.Pl.